# Carelmapu scutellaris
Carelmapu scutellaris är en insektsart som beskrevs av Rauno E. Linnavuori 1959. Carelmapu scutellaris ingår i släktet Carelmapu och familjen dvärgstritar. Inga underarter finns listade i Catalogue of Life.